# Šuruppak

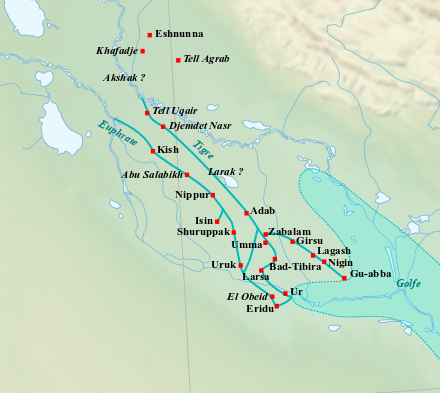
Šuruppak na mapě dolní Mezopotámie

Šuruppak bylo sumerské město ležící nedaleko dnešní osady Tell Fara v Iráku. Obyvatelé města se zabývali především obchodem s obilím. Hlavní bohyní města byla Ninlil. Králem v Šuruppaku byl údajně Ziusudra, který přežil potopu světa (bývá ztotožňován s biblickým Noem). Existence města bývá datována do třetího tisíciletí před naším letopočtem, největšího rozvoje dosáhlo za ranědynastického období. Šuruppak zaujímal rozlohu okolo 120 hektarů.
Město objevili v roce 1902 němečtí archeologové Hermann Volrath Hilprecht, Robert Koldewey a Friedrich Delitzsch. Nejdůležitější vykopávky provedl ve třicátých letech Samuel Noah Kramer. Byla objevena řada tabulek s klínovým písmem. Významnou literární památkou jsou Poučení ze Šuruppaku, soubor rad a přísloví odrážejících dobové představy o správném fungování společnosti (řadu motivů z tohoto textu převzala i Kniha přísloví).